# Play Sports
Play Sports, anteriormente llamada Prime Sport (2005-2012) y Sporting Telenet (2012-2015), es una marca propiedad de la distribuidora de cable flamenca Telenet, que consiste en un paquete de canales de televisión. A través de las estaciones de televisión, se transmiten competiciones de varias competiciones de fútbol europeas, incluida la Jupiler Pro League belga. Además, Play Sports incluye baloncesto de la NBA estadounidense, fútbol americano y golf. En marzo de 2014, también adquirió los derechos para transmitir Fórmula 1 hasta 2019. En julio de 2015, el nombre cambió de Sporting Telenet a Play Sports. Al mismo tiempo, la oferta de otros deportes se amplió ampliamente, incluida la adquisición de los derechos de las carreras de campo Hansgrohe Superb y World Cup, que se presentaron en FOUR y Sporza. Estas competiciones se envían gratis para todos los clientes de Telenet, pero también perdió varias competiciones de fútbol ante el nuevo grupo de Eleven Sports Network. A partir del 5 de diciembre de 2015, la oferta se amplió con los nuevos canales Eleven Sports 1 y Eleven Sports 2, que tienen los derechos de las competiciones de fútbol españolas, italianas y francesas, la NBA, la NFL y el tenis ATP. Estos canales también están incluidos en las suscripciones deportivas de pago de los principales competidores de Proximus. A partir de la temporada de fútbol 2016-2017, Play Sports realizó la transición completa a HD para sus 8 canales multideporte. El canal de golf también se emite en HD. Play Sports es el primer paquete deportivo que realiza la transición completa a HD.
Desde 2020-2021, Eleven Sports obtuvo los derechos belgas del fútbol belga, por lo que Play Sports 6, 7 y 8 fueron reemplazados por Eleven Pro League 1, 2 y 3 en agosto de 2020.

## Canales
- Play Sports 1 (HD)
- Play Sports 2 (HDMI)
- Play Sports 3 (HD)
- Play Sports 4 (HD)
- Play Sports Premier League (HD)
- Eleven Pro League 1* (HD)
- Eleven Pro League 2* (HD)
- Eleven Pro League 3* (HD)
- Play Sports GOLF (HD)
- Play Sports 7 (HD)
- Eleven Sports 1* (HD)
- Eleven Sports 2* (HD)
- Extreme Sports*

* = Canal extra en el paquete que no es propiedad de Telenet.
Para los espectadores franceses, está disponible el paquete Be Sport, con la opción VOOsport para el fútbol belga.

## Programas
- Weekend Round-Up
- Play Sports Classic
- Saturday Round-up
- Hoogvliegers
- Studio Live
- Fanatico
- Premier League Monday
- Voetbalcarrousel
- Kick off

## Resumen de la oferta

### Fútbol
- Primera División de Bélgica
- Copa de Bélgica
- Supercopa de Bélgica
- Premier League
- FA Cup
- English Football League Championship
- Bundesliga
- Copa de Alemania
- Serie A
- Eredivisie
- Copa de los Países Bajos
- Supercopa de los Países Bajos
- Ligue 1
- Scottish Premiership
- Copa de Escocia
- Copa de la Liga de Escocia
- Campeonato Brasileño de Serie A
- Primera División de España
- Liga de Campeones de la UEFA

### Deportes de motor
- Fórmula 1
- Fórmula E
- Campeonato Mundial de Motocross
- Campeonato Mundial de Rally
- Motocross de las Naciones

### Golf
- PGA European Tour
- PGA Tour Americas
- Torneos mayores de golf masculino
- Ryder Cup

### Baloncesto
- Pro Basketball League
- EuroBasket
- Euroliga
- NBA

### Carreras de campo
- Superprestigio de Ciclocrós (8 encuentros)
- Campeonato Mundial de Ciclocrós (9 encuentros)
- Otros encuentros seleccionados de Ciclocrós (7 encuentros)

### Tenis
- ATP Tour Masters 1000 (10 torneos)
- ATP Tour 250
- ATP Finals

### Ciclismo
- Vuelta a Suiza
- Tour de los Fiordos

### Voleibol
- Liga A de voleibol de Bélgica
- Liga Italiana de Voleibol

### Hockey
- Liga belga de hockey masculino
- Liga Europea de hockey sobre patines

### Balonmano
- Liga de Campeones de la EHF
- Liga de Alemania de balonmano

### Fútbol americano
- NFL